# Энфорта
АО «Эр-Телеком Холдинг» (торговая марка «Энфорта») — оператор, предоставляющий услуги связи на базе беспроводных технологий.
Инвесторами «Энфорты» являются компании Sumitomo Corporation, фонд Baring Vostok Capital Partners, Европейский банк реконструкции и развития (EBRD), Bessemer Venture Partners и UFG Private Equity Fund II.
«Энфорта» является членом ассоциации поставщиков средств беспроводной связи Wireless Communications Association International.

## Руководство
- Генеральный директор — Виктор Ратников
- Президент — Ли Спаркман
- Председатель совета директоров — Теодор Шелл

## История
- 2003, октябрь — 9 октября 2003 года создана компания ЗАО «ПРЕСТИЖ-ИНТЕРНЕТ»[5].
- 2004, июль — подписан договор о стратегическом партнерстве с ЗАО «Компания ТрансТелеКом»,.
- 2004, ноябрь — получены решения Государственной комиссии по радиочастотам (ГКРЧ) по 28 городам (5.2 ГГц).[6]
- 2005, начало года — обеспеченно первоначальное финансирование проекта «Энфорта» торгово-инвестиционной компанией Sumitomo Corporation[7].
- 2005, март — запущен пилотный коммерческий проект в Новосибирске, на базе приобретенной компании ООО МВП «Евгения»[6].
- 2005, сентябрь — в Рязани запущен пилотный проект запуска города «с нуля» — открыт первый филиал ЗАО «Престиж-Интернет».[8].
- 2005, конец года — получено финансирование второго этапа развития проекта от Sumitomo Corporation и фонда Barring Vostok Capital Partners.
- 2005, декабрь — «Энфорта» стала членом WiMAX Форума[9].

- 2006, май — к проекту «Энфорта» присоединилась компания NETPROVODOV.RU (ООО «Компания Трон»), предоставляющая услуги связи в Свердловской и Челябинской областях[10].
- 2006, август — Компания ЗАО «Престиж-Интернет» получила разрешения ГКРЧ на использование частот в диапазоне 3,5 ГГц в 52 городах России[11].
- 2006, сентябрь — «Энфорта» приобрела компанию-оператора беспроводного доступа в Москве и Санкт-Петербурге — Art Communications[12].
- 2006, сентябрь — «Энфорта» стала лидером российского рынка беспроводного широкополосного доступа с долей рынка в 11 % (по результатам исследования агентства IKS-Consulting)[12].
- 2007, февраль — запущен пилотный проект домовых сетей Enter[13]: компания начала предоставлять услуги Интернет-доступа по радиоканалу для частных пользователей.
- 2008, январь — к проекту «Энфорта» присоединился новый инвестор — инвестиционный фонд Bessemer Venture Partners[14].
- 2008, май — строительство волоконно-оптической сети Enter для предоставления услуг связи населению начинается в Новокузнецке.
- 2008, июнь — Cnews включило «Энфорту» в рейтинг тридцати крупнейших российских телекоммуникационных компаний[15]. «Энфорта» — первый оператор беспроводной связи, попавший в этот рейтинг.
- 2008, 31 октября — ЗАО «ПРЕСТИЖ-ИНТЕРНЕТ» было реорганизовано в ООО «ПРЕСТИЖ-ИНТЕРНЕТ».
- 2009, март — Аналитическое агентство Maravedis Inc. включило Энфорту в TOP-list 22 операторов связи по всему миру, влияющих на развитие и судьбу технологии WiMAX[16].
- 2009, ноябрь — «Энфорта» получила международный сертификат соответствия — ISO 9001:2008[17].
- 2009, декабрь — «Энфорта» прошла аккредитацию ACCA.
- 2010, апрель — Акционером «Энфорты» стал фонд UFG Private Equity Fund II[18].
- 2010, ноябрь — «Энфорта» объявила о завершении сделки по приобретению 100 % акций ЗАО «КТС» (торговая марка «Polenet»).[19].
- 2010, декабрь — «Европейский банк реконструкции и развития» предоставил «Энфорте» кредит в сумме 450 млн руб. сроком на 4 года.[20].
- 2016, январь — Федеральная антимонопольная служба (ФАС) разрешила кипрской Er-telecom Holding Limited приобрести 100% «Престиж-интернета»[21].
- 2016, июнь — «Эр-Телеком» закрыл сделку по покупке оператора беспроводного доступа «Энфорта»[22].

## Технологии
В сети Энфорты используется радиооборудование соответствующее стандарту IEEE 802.16, а также некоторое оборудование широкополосного беспроводного доступа с нестандартными протоколами работы.
Структура сети — двухуровневая:
- магистральная часть состоит из центральной станции, обеспечивающей присоединение к вышестоящим операторам (Интернет и ТфОП), маршрутизацию, биллинг. Межбазовые каналы строятся на радиорелейных линиях (РРЛ) или оптических каналах.
- сеть доступа состоит из базовых станций и абонентских комплектов. Абонентские комплекты (CPE) предоставляются клиентам в составе услуги и входят в состав сети доступа. Данные передаются по протоколу IP с поддержкой классов сервиса (QoS) для одновременной передачи данных, голоса и мультимедийного трафика.